# Joakim Andersson
Joakim Andersson (* 5. Februar 1989 in Munkedal) ist ein schwedischer Eishockeystürmer, der seit Juli 2020 bei KooKoo Kouvola in der finnischen Liiga unter Vertrag steht.

## Karriere
Joakim Andersson spielte zu Beginn seiner Karriere für seinen Heimatverein Munkedals BK in der fünften schwedischen Liga, ehe er 2005 als 16-Jähriger zum Frölunda HC wechselte. Dort spielte er in der U20-Mannschaft aus der höchsten schwedischen Nachwuchsliga und ein gutes erstes Jahr mit 20 Punkten in 35 Spielen. In den Playoffs konnte er sich noch seiner Punkteausbeute sogar noch etwas erhöhen, als Frölunda bis ins Finale einzog.
2006/07 steigerte sich Andersson, als er neben seinem Landsmann Simon Hjalmarsson und den beiden Dänen Lars Eller und Mikkel Bødker zu den besten Stürmern der Mannschaft zählte. Mit 20 Toren war Andersson zweitbester Torjäger des Teams und kam auf insgesamt 46 Scorerpunkte in der regulären Saison. In den Playoffs war er schließlich zweitbester Scorer von Frölunda hinter Eller und verhalf der Mannschaft somit zum Gewinn der schwedischen U20-Meisterschaft. Parallel dazu unterstützten einige Spieler der U20-Junioren, darunter auch Eller, Bødker und Andersson, die U18-Mannschaft in den Playoffs ihrer Altersklasse, scheiterten aber im Finale.
Aufgrund seiner guten Leistungen wählten ihn die Detroit Red Wings im NHL Entry Draft 2007 in der dritten Runde an Position 88 aus.
Nachdem Andersson bereits während der Saison 2006/07 ein Spiel für die Profis von Frölunda bestritten hatte, wechselte er im Herbst 2007 endgültig in den Profibereich. Um erstmal Erfahrung bei den Senioren zu sammeln, lieh ihn Frölunda zu Saisonbeginn an den Borås HC aus der zweitklassigen HockeyAllsvenskan aus. Er gliederte sich gut in die Mannschaft ein und gehörte mit 23 Punkten aus 33 Spielen zu den besten Scorern von Borås. Zum Ende der Saison wurde Andersson von Frölunda zurückbeordert und absolvierte die letzten neun Saisonspiele sowie die Playoffs in der erstklassigen Elitserien. Nachdem die Profimannschaft gescheitert war, kehrte er noch einmal zu den Junioren zurück, um die U20-Mannschaft von Frölunda im Kampf um die Meisterschaft zu unterstützen, die sie schließlich gewannen. Obwohl Andersson nur fünf Endrundenspiele absolvierte, war er mit sechs Treffern bester Torjäger der Playoffs.
In der Saison 2008/09 gehörte Andersson zum Stammkader der Profimannschaft des Frölunda HC.

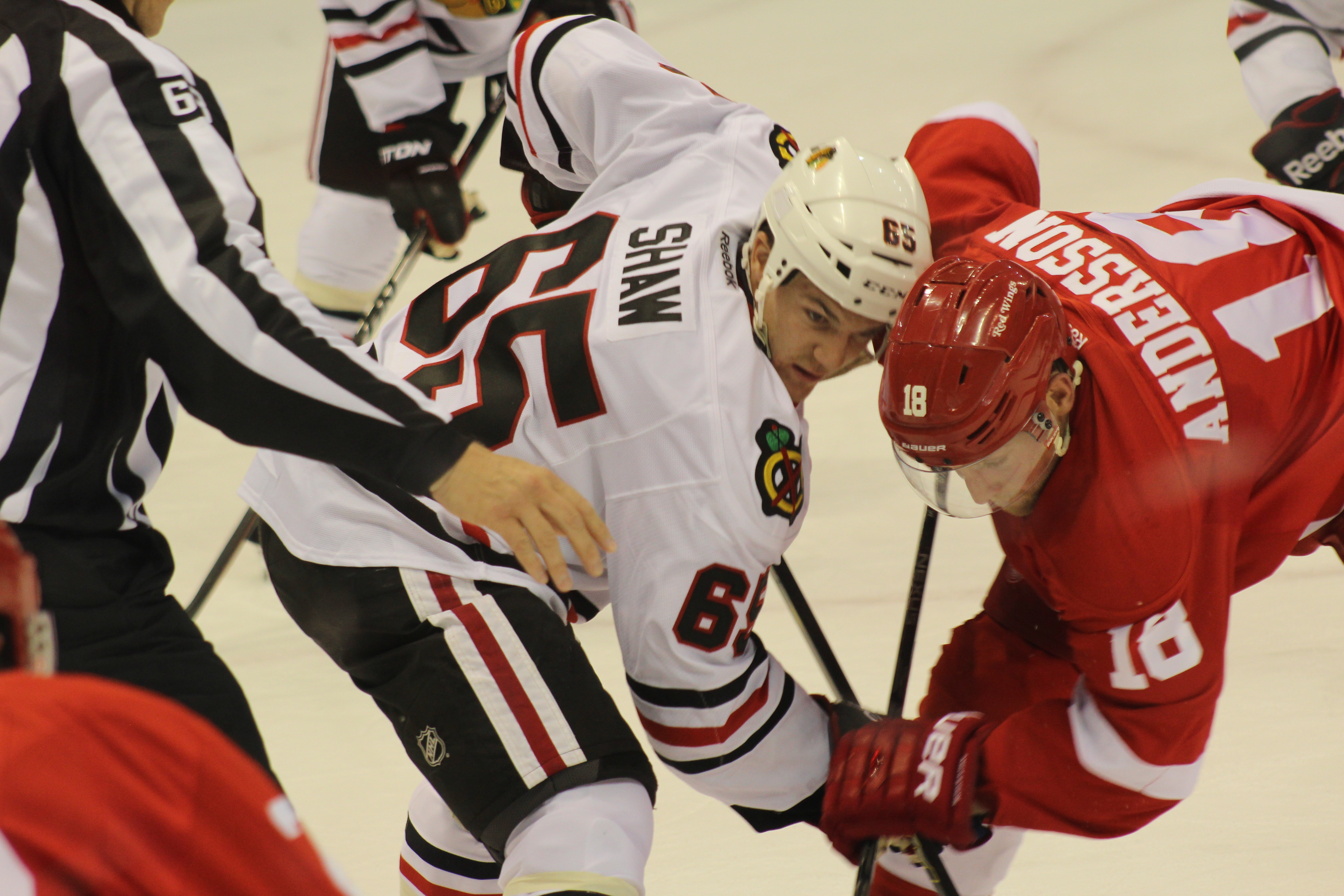
Andersson (rechts) beim Bully gegen Andrew Shaw (2014)

Am 13. April 2010 unterschrieb Andersson einen dreijährigen Einstiegsvertrag bei den Detroit Red Wings. Dieser wurde im Sommer 2013 um zwei Jahre verlängert, nachdem der Schwede in der Saison 2012/13 erstmals mehr Einsätze in der NHL als bei den Grand Rapids Griffins in der American Hockey League (AHL) absolviert hatte. In den folgenden zwei Saisons etablierte sich Andersson im NHL-Aufgebot der Red Wings, sodass er im Juni 2015 ein zusätzliches Vertragsjahr erhielt. In der folgenden Spielzeit 2015/16 verlor er seinen Stammplatz und absolvierte nur 34 Spiele für die Red Wings sowie 19 für die Griffins in der AHL. Infolgedessen entschloss sich Andersson zu einer Rückkehr in seine Heimat, sodass er im April 2016 einen Zweijahresvertrag beim Örebro HK unterzeichnete. Nach Ablauf der Zweijahresfrist wechselte Andersson innerhalb der schwedischen Liga zu HV71 Jönköping. Im Juli 2020 wurde er von KooKoo aus der finnischen Liiga verpflichtet.
Joakim Andersson gilt als Zwei-Wege-Stürmer, der sowohl in der Offensive durch Spielmacherfähigkeiten als auch in der Defensive mit seinem körperlich harten Spiel gute Leistungen zeigt. Er verfügt über Stärken in der Puckkontrolle und ist ein guter Bully-Spieler. Schwächen weist er jedoch in seiner Schnelligkeit sowie im konditionellen Bereich auf.

### International
Joakim Andersson gab sein Debüt im Trikot der schwedischen Nationalmannschaft bei der U18-Weltmeisterschaft 2006 vor heimischen Publikum. Die „Drei-Kronen“-Auswahl scheiterte jedoch im Viertelfinale an Tschechien und verlor auch das Spiel um Platz fünf gegen Russland.
Auch 2007 nahm Andersson an der U18-Weltmeisterschaft teil, die diesmal erfolgreich verlief. Zwar musste man sich im Halbfinale der russischen Auswahl geschlagen geben, doch im Spiel um die Bronzemedaille schlug man das kanadische Team deutlich mit 8:3.
2008 gehörte er zur schwedischen U20-Auswahl, die bei der Junioren-Weltmeisterschaft antrat. Schweden zog bis ins Finale ein und glich im letzten Drittel gegen Kanada noch einen 0:2-Rückstand aus, ehe die Nordamerika in der Verlängerung den Siegtreffer erzielten. Andersson war mit sechs Assists aus sechs Partien bester Vorlagengeber seiner Mannschaft und hinter Jordan Schroeder und Marek Slovák drittbester Vorbereiter des gesamten Turniers.
Seinen vierten internationalen Auftritt für die schwedische Nachwuchsauswahl hatte Andersson bei der U20-Weltmeisterschaft 2009.

## Erfolge und Auszeichnungen
| - 2007 Gewinn der schwedischen U20-Meisterschaft mit Frölunda HC - 2007 Bronzemedaille bei der U18-Junioren-Weltmeisterschaft - 2008 Silbermedaille bei der U20-Junioren-Weltmeisterschaft | - 2008 Gewinn der schwedischen U20-Meisterschaft mit Frölunda HC - 2009 Silbermedaille bei der U20-Junioren-Weltmeisterschaft - 2013 Calder-Cup-Gewinn mit den Grand Rapids Griffins |

## Karrierestatistik
Stand: Ende der Saison 2015/16

### International
Vertrat Schweden bei:
- U18-Junioren-Weltmeisterschaft 2006
- U18-Junioren-Weltmeisterschaft 2007
- U20-Junioren-Weltmeisterschaft 2008
- U20-Junioren-Weltmeisterschaft 2009

(Legende zur Spielerstatistik: Sp oder GP = absolvierte Spiele; T oder G = erzielte Tore; V oder A = erzielte Assists; Pkt oder Pts = erzielte Scorerpunkte; SM oder PIM = erhaltene Strafminuten; +/− = Plus/Minus-Bilanz; PP = erzielte Überzahltore; SH = erzielte Unterzahltore; GW = erzielte Siegtore; 1 Play-downs/Relegation; Kursiv: Statistik nicht vollständig)